# Piedra blanca (micosis)

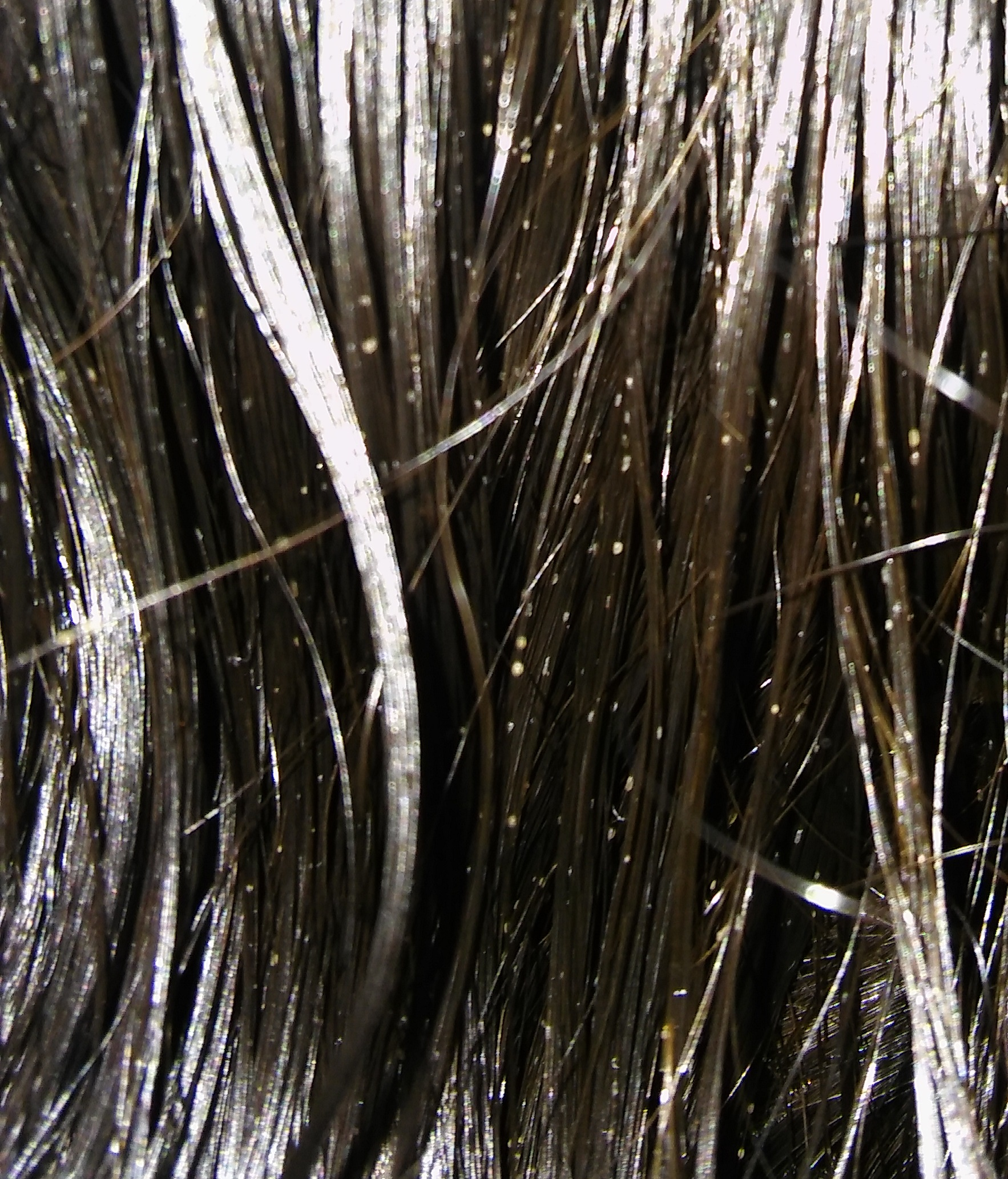
Nódulos de Piedra blanca en el cabello de una mujer.

La piedra blanca es una infección micótica superficial, causada por hongos, que da lugar a nódulos en el pelo del cuero cabelludo, barba, bigote, axila y pubis. Los mismos son blandos y de color blanco amarillento, que en ocasiones suele confundirse con las liendres en la Pediculosis. El agente causal de esta infección es el hongo Trichosporon beigelii.

## Tratamiento
Un enfoque implica afeitar las áreas afectadas. Otro enfoque implica el uso de medicamentos antimicóticos.